# Stamppot

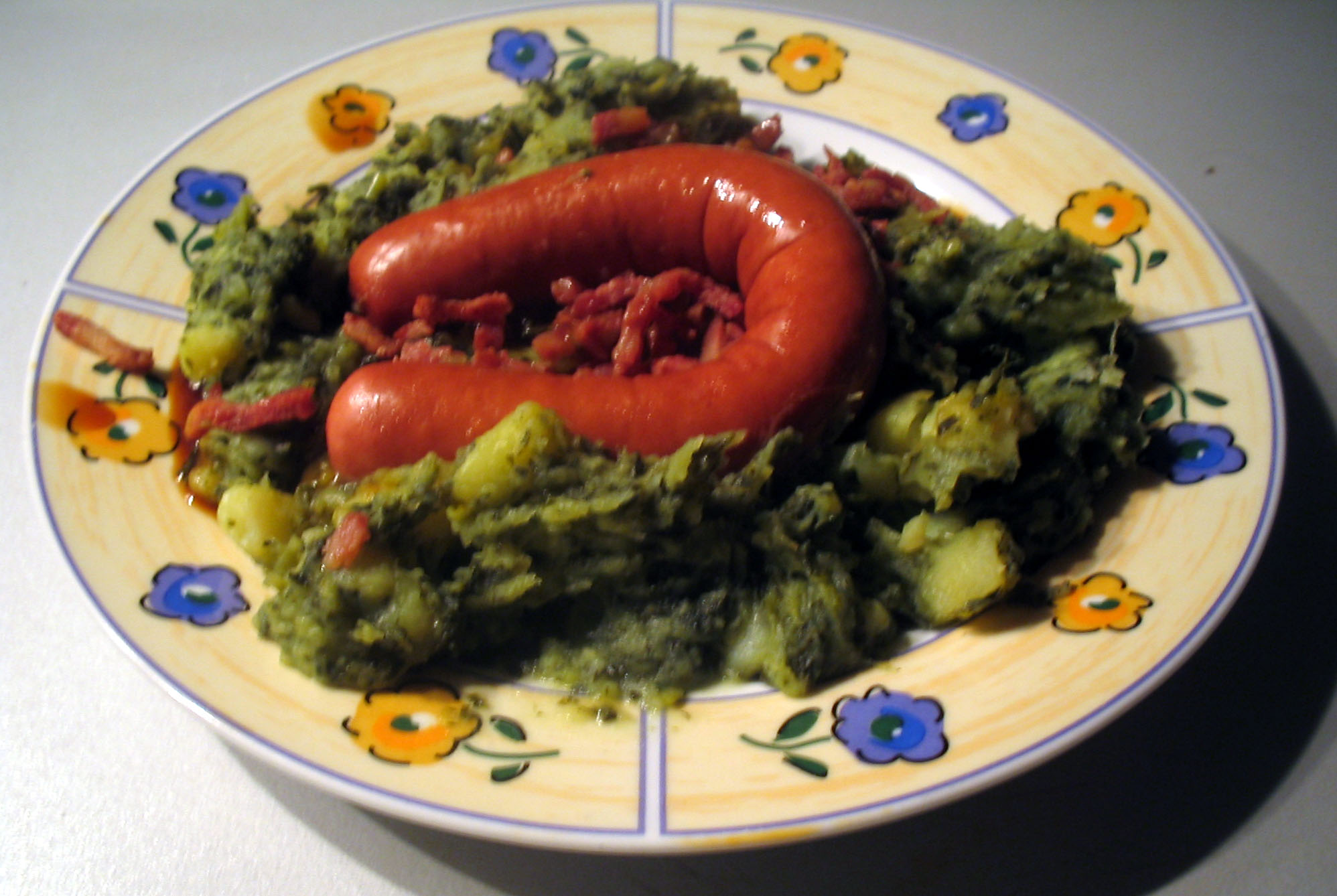
Stamppot z jarmużem i kiełbasą rookworst

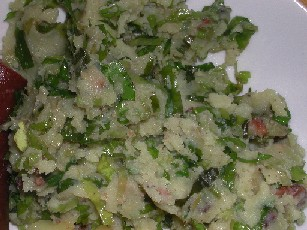
Struktura stamppotu z endywią i skwarkami z boczku

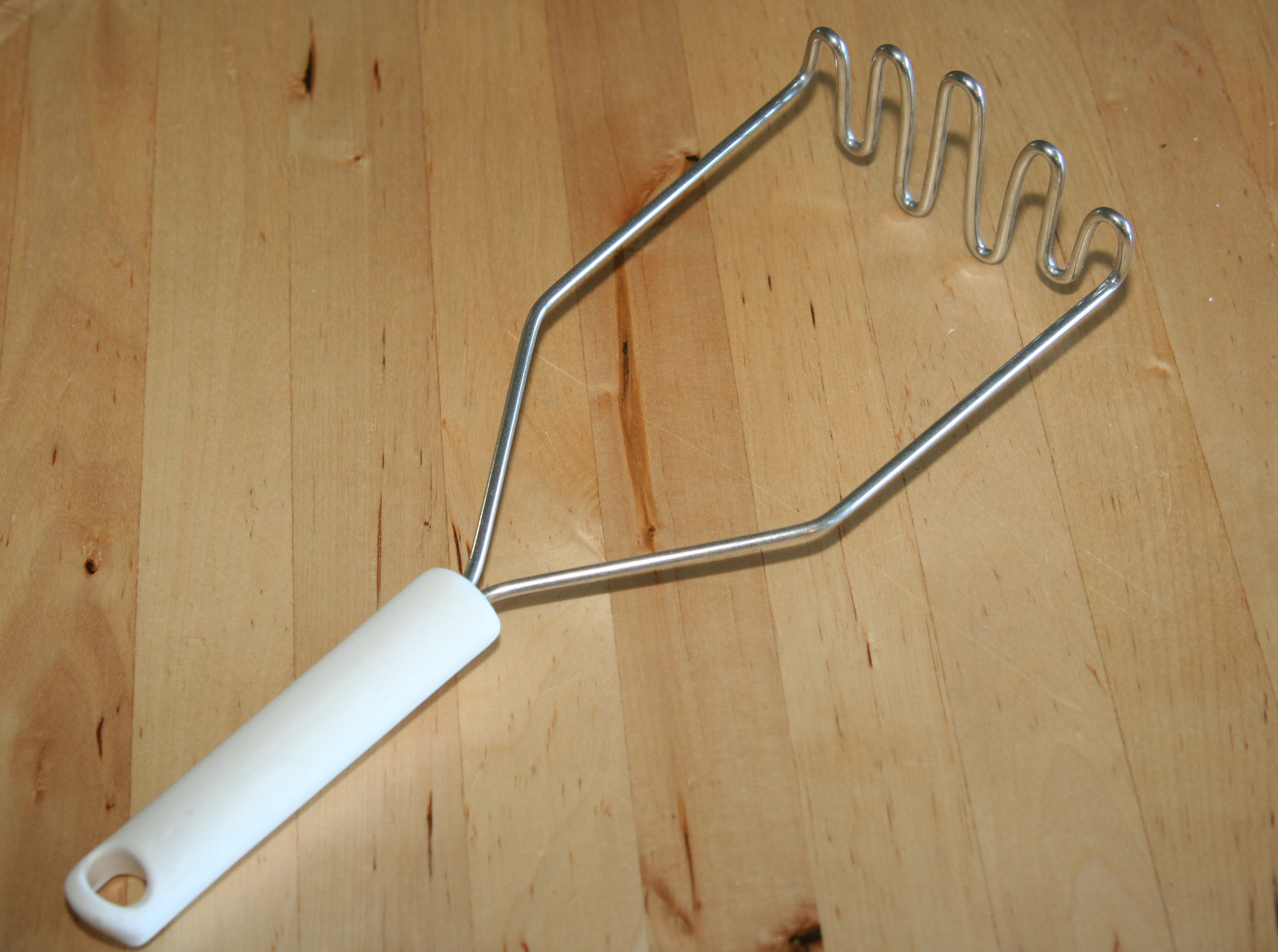
Tłuczek używany do robienia stamppotu

Stamppot (niderl. stampen „tłuc, ubijać” i pot „garnek”) – ziemniaki utłuczone razem z warzywami.
Prosta i pożywna potrawa charakterystyczna dla tradycyjnej kuchni holenderskiej, łatwa do przygotowania w dużej ilości. Podstawowym składnikiem są ugotowane i utłuczone ziemniaki. Do jej przygotowania nadają się ziemniaki, które rozpadają się podczas gotowania, tzw. kruimig. Tym niemniej stamppot nie jest odpowiednikiem ziemniaczanego purée – ugotowane ziemniaki i warzywa rozgniata się za pomocą metalowego tłuczka na niejednorodną masę.
Pochodzenie potrawy sięga czasów, gdy Holendrzy gotowali posiłki w jednym garnku. Jest spożywana na gorąco. Do potrawy serwuje się wędzoną kiełbasę rookworst, mocno usmażony boczek pokrojony w kostkę lub holenderski kotlet mielony gehaktbal. Potrawa od wieków cieszy się niesłabnącą popularnością i jest typowym daniem na zimowe wieczory. W potocznym języku polskim nazywana jest „tłuczonym garnkiem”.
Współcześnie składniki potrawy (ziemniaki i warzywa) gotuje się w jednym garnku lub w osobnych garnkach, po czym tłucze za pomocą tłuczka, od czasu do czasu mieszając. Niektórzy wyciskają na środku talerza z potrawą zagłębienie, do którego nalewany jest sos jus.
Przykładami najbardziej znanych stamppotów są:
- boerenkoolstamppot – ziemniaki z jarmużem i kiełbasą rookworst,
- zuurkoolstamppot – ziemniaki z kiszoną kapustą i kiełbasą rookworst,
- hutspot – ziemniaki z pokrojoną cebulą i marchwią, serwowane z ugotowanym mięsem wołowym od żeberek,
- hete bliksem – ziemniaki i jabłka, serwowane z boczkiem lub holenderską wersją kaszanki.

Inne kombinacje:
- andijviestamppot – ziemniaki i surowa lub ugotowana pokrojona na paseczki  endywia, wymieszane z kawałkami mocno usmażonego boczku i słoniny,
- stamppot prei – ziemniaki i pory z pokrojonym w kostkę żółtym, dojrzałym serem, serwowany do holenderskiej wersji kotleta mielonego gehaktbal,
- stamppot spitskool – ziemniaki i poszatkowana biała kapusta, podawany z kiełbasą rookworst.